# René Gouge
René Gouge est un homme politique français né le 3 novembre 1869 à Framerville (Somme) et décédé le 28 février 1925 à Paris.

## Biographie
Docteur en droit, il est avocat à Péronne, puis à Paris et enfin avoué à Paris. Sénateur de la Somme de 1920 à 1925, il est le spécialiste du sujet des Régions Libérées et des dommages de guerre, sur lesquels il est fréquemment rapporteur. En 1922, il est élu conseiller général du canton de Bray-sur-Somme.

## Sources
- « René Gouge », dans le Dictionnaire des parlementaires français (1889-1940), sous la direction de Jean Jolly, PUF, 1960 [détail de l’édition]